# Беловодовка
Белово́довка — село в Зырянском районе Томской области, Россия. Входит в состав Высоковского сельского поселения.

## География
Село располагается на юге Зырянского района, возле самой административной границы с Кемеровской областью. Беловодовка выходит к двум рекам — с севера к Осиновке, с юга — к Кренделе. 

## Население
| 2002 | 2010 | 2012 | 2013 | 2014 | 2015 | 2016 |
| ---- | ---- | ---- | ---- | ---- | ---- | ---- |
| 482  | ↘279 | ↘263 | ↘255 | ↘240 | ↗247 | ↘225 |
| 2021 |      |      |      |      |      |      |
| ↘210 |      |      |      |      |      |      |

## Социальная сфера и экономика
В посёлке есть фельдшерско-акушерский пункт, основная общеобразовательная школа, Дом культуры и библиотека.
Основа местной экономической жизни — сельское хозяйство и розничная торговля.